# Deutsch-Österreichisches Feingefühl
Deutsch-Österreichisches Feingefühl (DÖF) war ein der Neuen Deutschen Welle zugeordnetes Projekt, bestehend aus Joesi Prokopetz, Manfred O. „Fredi“ Tauchen, Annette Humpe und Inga Humpe, das zunächst unter dem Namen Tauchen-Prokopetz in Erscheinung trat.

## Geschichte
Ursprünglich war DÖF 1983 nur der Titel der LP des Projekts Tauchen-Prokopetz, welches in seiner Gesamtheit stilistisch eher der Kleinkunst denn der Popmusik zuzuordnen ist. Auch die Single Codo … düse im Sauseschritt erschien unter dem Namen Tauchen-Prokopetz. Später setzte sich das prägnantere Wort „DÖF“ als Projektname durch. Im Zuge des großen Erfolges von Codo wurde bei späteren Auflagen der Single das Cover mit dem Zusatz DÖF versehen.
Der Name „Deutsch-Österreichisches Feingefühl“ spielt laut dem Spiegel auf die Band Deutsch Amerikanische Freundschaft an.
Das gleichnamige Album DÖF wurde im deutschen Sprachraum über 500.000 Mal verkauft. Neben den Liedern finden sich auf der LP noch etliche kabarettartige Sprech-Stücke wie Trude, die Teufelstaube bzw. Lose, Lose, Arbeitslose … oder Dialoge in einer Tierhandlung. Diese sind wie auch die Songs teilweise in einer Mischung aus Standarddeutsch und Wienerisch verfasst. 1983 erschien die LP in Österreich bei Gig Records, später unter der Nummer GIG 660 116 auch als CD.
Für die Fernsehsendung Wunderland (1983) produzierte DÖF das Lied Das allerschönste Gefühl (Max und Moritz), das auch auf einer Schallplatte zur Sendung veröffentlicht wurde.

## Diskografie

### Alben
- 1983: DÖF
- 1985: Tag und Nacht

### Singles
- 1983: Codo … düse im Sauseschritt
- 1983: Cojdoj – The Flying Schissel[5]
- 1983: Taxi
- 1984: Love Me
- 1984: Uh-Uh-Uh mir bleibt die Luft weg
- 1985: Tag und Nacht